# Maranhão-Brüllaffe
Der Maranhão-Brüllaffe (Alouatta ululata) ist eine umstrittene Primatenart aus der Familie der Klammerschwanzaffen (Atelidae). Sie kommt nur im nordöstlichen Brasilien vor. Das Verbreitungsgebiet des Maranhão-Brüllaffen umfasst das nördliche Maranhão, die nordöstliche Ecke von Pará und das nördliche, küstennahe Piauí und ist damit das kleinste Verbreitungsgebiet aller Brüllaffen.

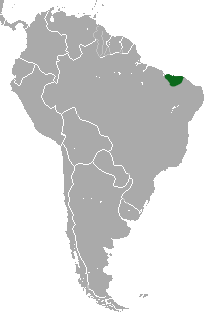
Das Verbreitungsgebiet des Maranhão-Brüllaffen im nordöstlichen Brasilien

## Merkmale
Maranhão-Brüllaffen erreichen Kopf-Rumpf-Längen von etwa 57 cm und besitzen einen etwa gleich langen Greifschwanz. Die Männchen sind schwarz mit rötlichen Händen und Füßen, die Weibchen sind gelblich-braun mit spärlich verteilten grauen Haaren, so dass sich insgesamt ein heller olivfarbener Eindruck ergibt.

## Lebensweise
Maranhão-Brüllaffen leben in Waldresten an der nordöstlichen, brasilianischen Atlantikküste. Dazu gehören vor allem Trockenwälder (Caatinga), in Maranhão auch Bestände der Babassupalme (Attalea speciosa) und an den Küsten von Maranhão und Piauí zudem Mangrovenwälder. Weder die Ernährung noch die Fortpflanzung sind bisher näher untersucht worden.

## Systematik
Der Maranhão-Brüllaffe wurde 1912 durch den US-amerikanischen Zoologen Daniel Giraud Elliot beschrieben. Er galt lange Zeit als Unterart des Rothandbrüllaffen (Alouatta belzebul), wurde aber 2006 in den Artrang erhoben. In einer im Oktober 2015 veröffentlichten Studie wird dies wieder in Frage gestellt. Ein Vergleich des Cytochrom-b-Genoms beider Formen zeigte das der Maranhão-Brüllaffe tief innerhalb der Alouatta belzebul-Klade steht.

## Gefährdung
Die IUCN schätzt den Bestand der Art als vom Aussterben bedroht (Critically Endangered) ein. Wahrscheinlich gibt es nur noch weniger als 2500 ausgewachsene Exemplare in freier Wildbahn. Die Population nimmt mit einer Rate von etwa 20 % in zwei Generationen ab (24 Jahre). Hauptbedrohung der Art sind die Zerstörung des Lebensraums und die Jagd.

## Belege
1. ↑  Renato Gregorin (2006). Taxonomia e variação geográfica das espécies do gênero Alouatta Lacépède (Primates, Atelidae) no Brasil. Rev. Bras. Zool. 23(1). doi: 10.1590/S0101-81752006000100005
2. ↑  Maria Carolina Viana, Cibele Rodrigues Bonvicino, Juliana Gonçalves Ferreira, Lendro Jerusalinski, Alfredo Langguth & Héctor Seuánez: Understanding the Relationship Between Alouatta ululata and Alouatta belzebul (Primates: Atelidae) Based on Cytogenetics and Molecular Phylogeny. Oecologia Australis 19(1):173-182 · October 2015, DOI: 10.4257/oeco.2015.1901.11
3. ↑  Alouatta ululata in der Roten Liste gefährdeter Arten der IUCN 2008. Eingestellt von: de Oliveira, M.M. & Kierulff, M.C.M., 2008. Abgerufen am 18. Juni 2015.